# Нинурта-надин-шуми
Нинурта-надин-шуми (Ninurta-nādin-šumi; букв. «Нинурта дающий потомство») — царь Вавилонии, правил приблизительно в 1131 — 1125 годах до н. э.
Нинурта-надин-шуми вмешивался в дела Ассирии, поддерживал Нинурта-Тукульти-Ашшура в его борьбе против брата Мутаккиль-Нуску. После победы Нинурта-тукульти-Ашшура вернул в Вавилон статую бога Мардука, в своё время вывезенную Тукульти-Нинуртой I. Затем вёл войну со следующим ассирийским царём Ашшур-реш-иши I, вторгся в Ассирию и осадил Арбелу.
В войне с эламским царём Шилхак-Иншушинаком в 1125 году до н. э. он потерпел от него поражение и, по-видимому, попал в плен к эламитам, так как на это указывает одна из надписей его преемника Навуходоносора I.
Данные о количестве лет его правления не сохранились.